# Miloš Kecojević
Miloš Kecojević (Nikšić, 13. oktobar, 1979) crnogorski je književnik i pjesnik. 

## Biografija
Rođen je 13. oktobra 1979. u Nikšiću, gde je završio osnovnu i srednju školu. Studirao Istoriju i geografiju na Filozofskom fakultetu u Nikšiću.
Piše poeziju ( epsku, lirsku, dječju, rodoljubivu, zavičajnu, socijalnu, satiričnu, poeme...) i prozu. Neke epske pjesme su snimljene i izvode se na etno festivalima. 
Knjigu epsko-lirske poezije i proze "Patriotski poimenik Pive" objavio 2016 godine. Lirsku poeziju objavljivao u časopisima i zbornicima poezije. Knjigu proze "Pričaj đede" objavio je 2018.godine, za koju je dobio prestižnu nagradu "ZALOGA", za umjetničko viđenje zavičaja. Kњигу прозе "Очев наук", објавио је крајем 2023.године. 
U organizaciji Beogradskog centra za kulturu i književnost, 2019. godine, u  konkurenciji 40 evropskih pjesnika, njegova lirska pjesma "Konjanik" dobila je prvu nagradu.
Redovni je član Književne zajednice "Vladimir Mijušković" iz Nikšića. Prevođen je na engleski, arapski, romski i francuski. Učesnik je mnogih manifestacija i književnih susreta kako na lokalnom, republičkom tako i na međunarodnom nivou.
Živi i radi u Nikšiću.